# Théodebert Ier
Thibert Ier
Vous lisez un « bon article » labellisé en 2020.
Pour les articles homonymes, voir Thibert.
Thibert Ier ou Théodebert Ier, né vers 496-505 et mort en 548, est un roi des Francs.
Thibert est essentiellement connu par l’Histoire des Francs de Grégoire de Tours, mais il est également présent dans plusieurs chroniques et documents du VIe siècle. Il est jugé plutôt positivement par les historiens.
Il est le fils du roi Thierry qui règne sur l'Auvergne, le Limousin et les parties orientales de l'ancien royaume de Clovis (Cologne, Metz, Reims et Trèves). Pour le compte de son père, il met en déroute les Danois en 515, tente de prendre la Septimanie aux Wisigoths en 533 et seconde ses oncles Childebert et Clotaire lors de la conquête de la Burgondie en 534. Arrivé au pouvoir à la mort de son père, il choisit comme résidence principale la ville de Trèves. Il est adopté par Childebert et tente avec celui-ci d'éliminer Clotaire, mais sans succès.
Thibert tire parti de la guerre que se livrent en Italie les Ostrogoths et l'Empire romain d'Orient. Les rois francs obtiennent ainsi en 536 la cession de la Provence par les Ostrogoths contre l'envoi de troupes. Il pille le territoire italien en 539. Enfin, lors d'une seconde incursion en 548, les armées de Thibert s'emparent de plusieurs villes du nord du pays.
Contrairement aux autres rois francs de son époque, il est très influencé par la culture romaine et entretient de bonnes relations avec le clergé catholique. Il est également le premier roi germanique à faire frapper des pièces d'or à son nom.

## Contexte

### Les sources
Thibert ou Théodebert (en germanique Thiodoberkht ou Theuthbert signifiant « Brillant dans le peuple ») est principalement connu grâce à l’Histoire des Francs de l'évêque Grégoire de Tours (538/539-594) finalisée à l'été 591. Il le mentionne également dans deux autres de ses ouvrages La Gloire des confesseurs et Le Livre des martyrs. Thibert apparaît plus marginalement dans d'autres chroniques : la première addition de 548 à la Chronique de Marcellin (VIe siècle), l’Histoire de Rome (vers 552) de Jordanès (VIe siècle), l’Histoire des Goths (554) de Procope de Césarée (vers 500-vers 560), les Histoires (579) d'Agathias (vers 530-579/582), la Chronique (581) de Marius d'Avenches (vers 530-593) et l’Histoire des Lombards (fin VIIIe siècle) de Paul Diacre (vers 725-vers 797). Il est également mentionné dans cinq poèmes de Venance Fortunat (vers 535-vers 600), par des conciles mérovingiens (535 et 538) et par la Vie de Dalmas de Rodez (VIIe siècle). Deux lettres que Thibert envoie à l'empereur Justinien et une lettre envoyée au roi par l'évêque Aurélien d'Arles sont également conservées dans le recueil des Lettres austrasiennes,,.
Le poète Venance Fortunat dresse de lui un portrait flatteur. Dans un poème adressé à la princesse Berthovère, il indique que Thibert a « gouverné la patrie avec la bonté d'un père ». Dans un poème adressé au roi Sigebert, il compare ce dernier à Thibert par sa clémence et sa bonté,. Ce caractère est corroboré par Grégoire de Tours,. L'évêque le dit en effet « beau et capable » et qu'il fut un « grand » roi qui se « distingua par sa bonté universelle ». Marius d'Avenches confirme qu'il est un « grand roi des Francs »,. Le juriste Agathias indique qu'il est « audacieux à l'extrême, violent » et qu'il « aimait le danger plus que de raison ».
L'historien Robert Latouche conclut que Thibert a « joui d'une excellente réputation auprès de ses contemporains ». L'historien Ernest Lavisse écrit qu'il fut « le plus remarquable des descendants de Clovis ». L'historien et journaliste Roger-Xavier Lantéri avoue que Thibert est « un grand roi méconnu » possédant un « esprit hardi et sûr de lui ». L'historien Bruno Dumézil parle de lui comme « le plus grand des rois d'Austrasie ». Le professeur Pierre Riché indique qu'il est « l'un des plus prestigieux des rois mérovingiens ». Pour l'historien belge Godefroid Kurth, « ses grandes qualités guerrières, sa justice, sa piété, sa clémence, sa beauté royale, sa fidélité à ses amis » est « un ensemble de dons bien fait pour charmer ses peuples ». L'écrivain Georges Bordonove évoque lui plutôt un « aventurier heureux et un conquérant sans scrupules ».
Le philologue américain Albert Stanburrough Cook pense que Thibert et son père Thierry ou Théodoric sont les modèles des personnages de Wolfdietrich et de Hugdietrich de l'épopée en moyen haut allemand Wolfdietrich. Selon Godefroid Kurth, Hugdietrich est la forme allemande de Théodoric le Hugue. Huga ou Hugo est dès le VIIe siècle, le nom sous lequel la poésie germanique désigne les Francs.

### Les débuts du royaume des Francs auVesiècle

La Gaule en 511, après le partage du royaume des Francs entre les fils de Clovis.

À partir de 407, plusieurs peuples germaniques pénètrent en Gaule et s'y installent. Les Wisigoths fondent un royaume en Aquitaine et en Espagne, les Burgondes et les Alamans s'établissent, eux, le long du Rhin. D'autres peuples, comme les Saxons, les Thuringiens et les Bavarois choisissent de rester en Germanie. En 443, les Burgondes s'installent en Savoie puis étendent leur royaume jusqu'à Lyon et la Durance. En 489, les Ostrogoths s'emparent, eux, de l'Italie.
Vers 432-435, le roi des Francs Clodion traverse la forêt Charbonnière et s'empare de Tournai, de Cambrai, d'Arras et réduit tout le pays des environs jusqu'à la Somme,,. En 486, Clovis, l'un des arrière-petits-fils de Clodion, s'empare de la Gaule du nord jusqu'à la Loire,. Il unit ensuite tous les royaumes francs puis bat les Alamans en 506 qui doivent alors chercher protection auprès des Ostrogoths d'Italie. En 507, Clovis bat et tue le roi des Wisigoths Alaric II et s'empare de l'Aquitaine. En 498 ou 499, Clovis décide également de se faire baptiser et devient ainsi le premier roi germanique catholique,,.

## Biographie

### Jeunesse et premières campagnes
Thibert (ou Théodebert), né vers 496-505, est le fils du prince Thierry et l'aîné des petits-enfants du roi Clovis,. En 511, à la mort de Clovis, ses quatre fils survivants, Thierry, Clodomir, Childebert et Clotaire se partagent son royaume tandis que leur sœur Clotilde épouse le fils d'Alaric II, Amalaric roi Wisigoth d'Espagne,,,,.

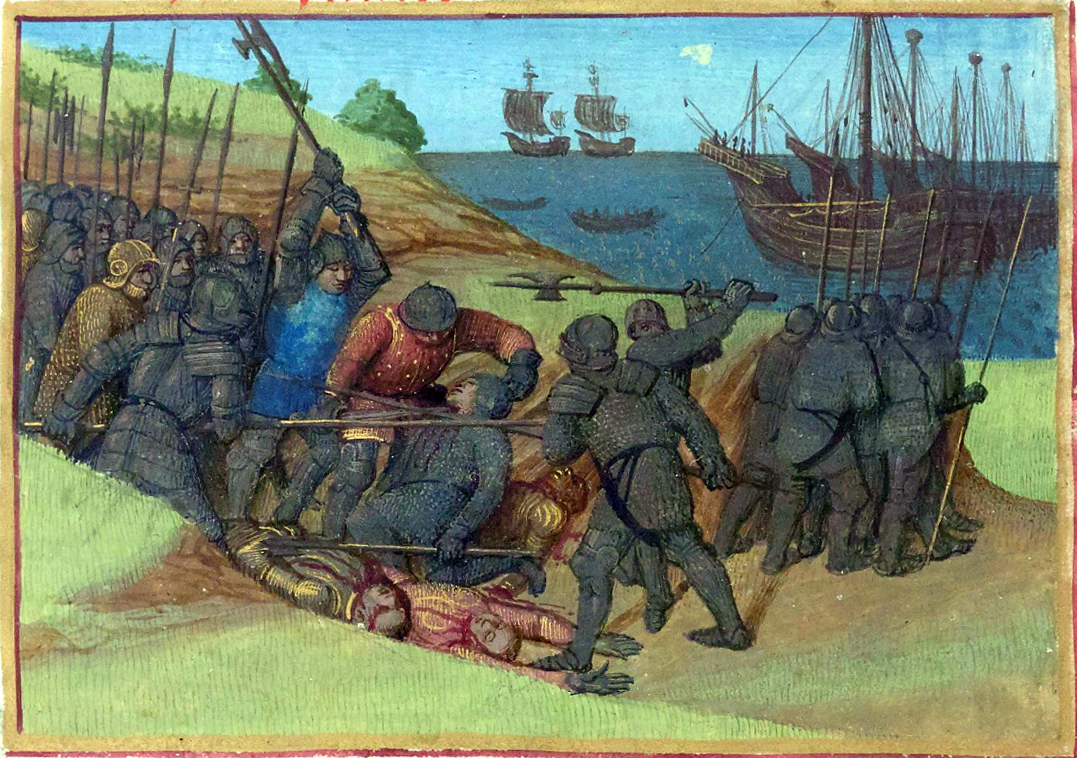
Bataille entre Francs et Danois en 515, enluminure de Jean Fouquet dans Grandes Chroniques de France (vers 1455-1460).

En 515,, des Danois débarquent en Gaule pour ravager une partie du royaume de Thierry et faire des prisonniers. Thierry envoie donc contre eux Thibert à la tête d'une puissante armée,,. Le prince trouve les Danois en Frise alors qu'ils se préparent à rentrer chez eux. Chlochilaïc, le roi des Danois, est tué durant le combat qui s'ensuit. Ses hommes sont défaits et abandonnent leur butin aux Francs,,. En 524, Clodomir meurt à la bataille de Vézeronce alors qu'il guerroie avec Thierry contre les Burgondes,,,. Ses trois frères se partagent ensuite son royaume,,,,.
En 531, Thierry et son frère Clotaire traversent le Rhin pour soumettre le peuple des Thuringiens,. Le prince Thibert accompagne les deux rois durant cette expédition,,,. Bien qu'ils aient préparé le champ de bataille à leur avantage, les Thuringiens sont battus par l'armée franque. Poursuivis par leurs ennemis jusqu'au bord de l'Unstrut, ils y sont massacrés en masse,. Leur pays passe ainsi sous la tutelle de Thierry,,. Un peu plus tard, la même année, le roi Childebert part en campagne contre les Wisigoths. Sa sœur la reine Clotilde, lui a en effet fait savoir que son mari Amalaric la maltraite parce qu'elle veut rester catholique, alors que lui est arien. Arrivé en Espagne, Childebert parvient à récupérer sa sœur tandis qu'Amalaric est assassiné par ses propres sujets,,,.
Début 533, le roi Thierry fiance son fils unique Thibert à Wisigarde, l'une des deux filles de Wacho, roi des Lombards en Pannonie,,,. Plus tard dans la même année, Thierry et Clotaire décident de s'emparer de la Septimanie, la dernière région de Gaule encore sous domination wisigothe,. Thierry met à la tête de son armée Thibert tandis que Clotaire fait de même avec son fils aîné Gonthaire. Ce dernier, contrairement à Thibert, n'a aucune expérience militaire. Après avoir mis la main sur Rodez, il panique et retourne chez son père. Thibert continue donc seul et s'empare de quatre autres places fortes ennemies : Alès, Lodève, Dio et Cabrières,,,. Dans cette dernière localité, Thibert tombe sous le charme d'une femme nommée Deoteria dont le mari s'est réfugié à Béziers. Le prince suspend alors sa campagne pour prendre du bon temps avec elle,.
Début 534, Childebert et Clotaire décident d'unir leur armée pour attaquer la Burgondie,,,. Ils demandent aussi à leur frère aîné Thierry de les accompagner mais celui-ci décline l'invitation,,. Il leur accorde cependant le soutien de Thibert qui stationne toujours avec ses troupes dans le sud de la Gaule,,. Au nord, Clotaire commence par assiéger Autun, la première ville qu'ils rencontrent. Apprenant l'invasion, Godomar le roi des Burgondes mobilise en urgence une armée, mais est mis en fuite,,. De son côté, Thibert met le siège devant la ville d'Arles. Les habitants lui envoient alors des otages et lui promettent une forte somme d’argent contre son départ. Pendant ce temps, Childebert et Clotaire partagent la Burgondie,,,, : le nord pour le roi Thierry, le centre pour Childebert et le sud pour Clotaire,,,,,,.

### Accession à la royauté et affaires gauloises

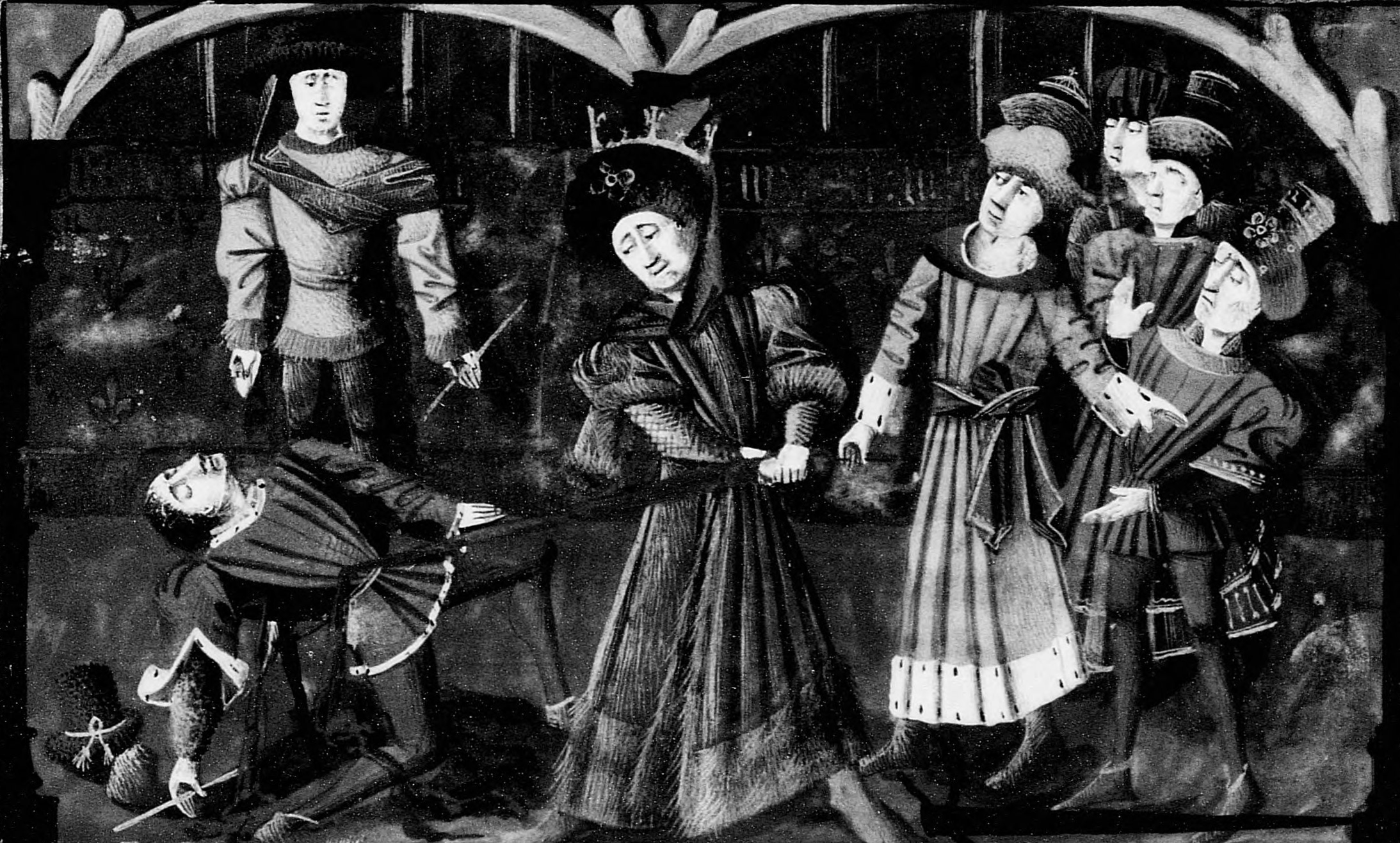
Assassinat de Sigivald, enluminure des Grandes Chroniques de France (vers 1455-1460).

Vers la fin de l'année 534, le roi Thierry est furieux contre son parent Sigivald à qui il avait confié le duché d'Auvergne. Il le fait alors égorger. Thierry envoie ensuite un messager à Thibert pour qu'il élimine également le fils du duc qui se trouve auprès de lui à Arles et qui se nomme également Sigivald. Cependant Thibert n'exécute pas l'ordre de son père. Ce serait en effet sacrilège de lever la main sur Sigivald, car son jeune cousin est également son filleul. Sur son conseil, le jeune Sigivald se réfugie donc à Arles puis dans le Latium. Peu après, des messagers arrivent pour annoncer à Thibert que son père est mourant. Il se précipite alors à Trèves de peur que ses oncles ne le dépouillent de son héritage,,,,. Il fait un crochet par l'Auvergne pour y déposer sa jeune compagne Deoteria et la fille de celle-ci, puis arrive à Trèves peu de temps après le décès de son père. Avant toutes choses, le prince achète le soutien des grands de son royaume avec des présents,,. Puis il se fait proclamer roi par le peuple de Trèves. Quelques jours après, Thibert fait venir Deoteria d'Auvergne et l'épouse bien qu’il soit officiellement fiancé avec la princesse lombarde Wisigarde et que Deoteria a déjà un conjoint. Thibert fait également venir auprès de lui son jeune cousin Sigivald. Comme les autres roi francs, Thibert n'a pas de capitale officielle mais différents palais qu'il fréquente régulièrement. Il réside essentiellement à Trèves dans l'ancien palais du gouverneur de province romaine mais parfois aussi à Cologne et à Reims,,,,.
Peu après, le roi Childebert invite son neveu à Paris. Contrairement à Clotaire, il n'a pas de fils. Il choisit donc de proclamer Thibert comme son héritier et le couvre de présents. En 537, le roi des Ostrogoths Vitigès, alors en guerre contre l'empereur Justinien, libère les Alamans de sa domination pour concentrer toutes ses troupes contre l'ennemi. Thibert en profite donc pour pénétrer en territoire alaman et le soumettre,,,,,. Il met à la tête des Alamans, Buccelin, l'un d'eux, pour qu'il les régente pour son compte. Il soumet également le peuple voisin des Alamans, les Bavarois.
Vers 539, Théodore et Salomon deux ambassadeurs de l'empereur romain d'Orient Justinien, arrivent au palais de Thibert pour lui demander sur quels territoires il règne,. Le roi leur répond que ses États vont de la Pannonie à l’Océan sans désigner des territoires mais des peuples,,. Il parle des Thuringiens, des Suèves du nord, des Wisigoths de Francie,,, des Saxons et des Jutes,. En 540, poussé par ses conseillers, Thibert répudie la reine Deoteria pour épouser la princesse lombarde, Wisigarde avec qui il avait été fiancé sept ans auparavant,. Malheureusement, quelque temps après le mariage, Wisigarde décède à Cologne et y est inhumée,. Thibert épouse alors une nouvelle femme.
Vers 541, Thibert et son oncle Childebert s'entendent pour marcher ensemble contre Clotaire. Ils réunissent donc leurs armées et pénètrent en territoire ennemi,. Clotaire se croyant perdu, se réfugie dans une forêt. Thibert et Childebert avancent alors leurs armées dans ce massif forestier jusqu'à ce qu'une violente tempête de grêle éclate. Le matériel militaire est détruit, tous les chevaux de l'armée s'enfuient, et la plupart des soldats sont blessés,. Complètement désorganisés, les deux rois rebroussent chemin et finissent par signer une paix durable avec Clotaire.

### Guerre des Goths en Italie
En 534, le jeune roi Athalaric des Ostrogoths d'Italie tombe malade puis décède,,,. Sa mère, Amalasonthe, pour conserver le pouvoir, épouse son cousin Theudahat qui gouverne alors la Toscane. Theudahat qui avait été récemment réprimandé par la reine accepte ce mariage principalement pour pouvoir se venger d'elle. Une fois devenu roi, Theudahat réunit les mécontents et les pousse à s'emparer de la reine qu'ils exilent au fort de l'île du lac de Bolsena en Toscane. Peu de temps après, Theudahat les pousse à étrangler Amalasonthe,,,. Childebert, Clotaire et Thibert, cousins de la reine par sa mère, envoient alors une ambassade pour réclamer une compensation pour cet assassinat comme le permet la coutume germanique,,. L'empereur romain d'Orient, Justinien, se sert également du meurtre d'Amalasonthe pour déclarer la guerre aux Ostrogoths,,,,.

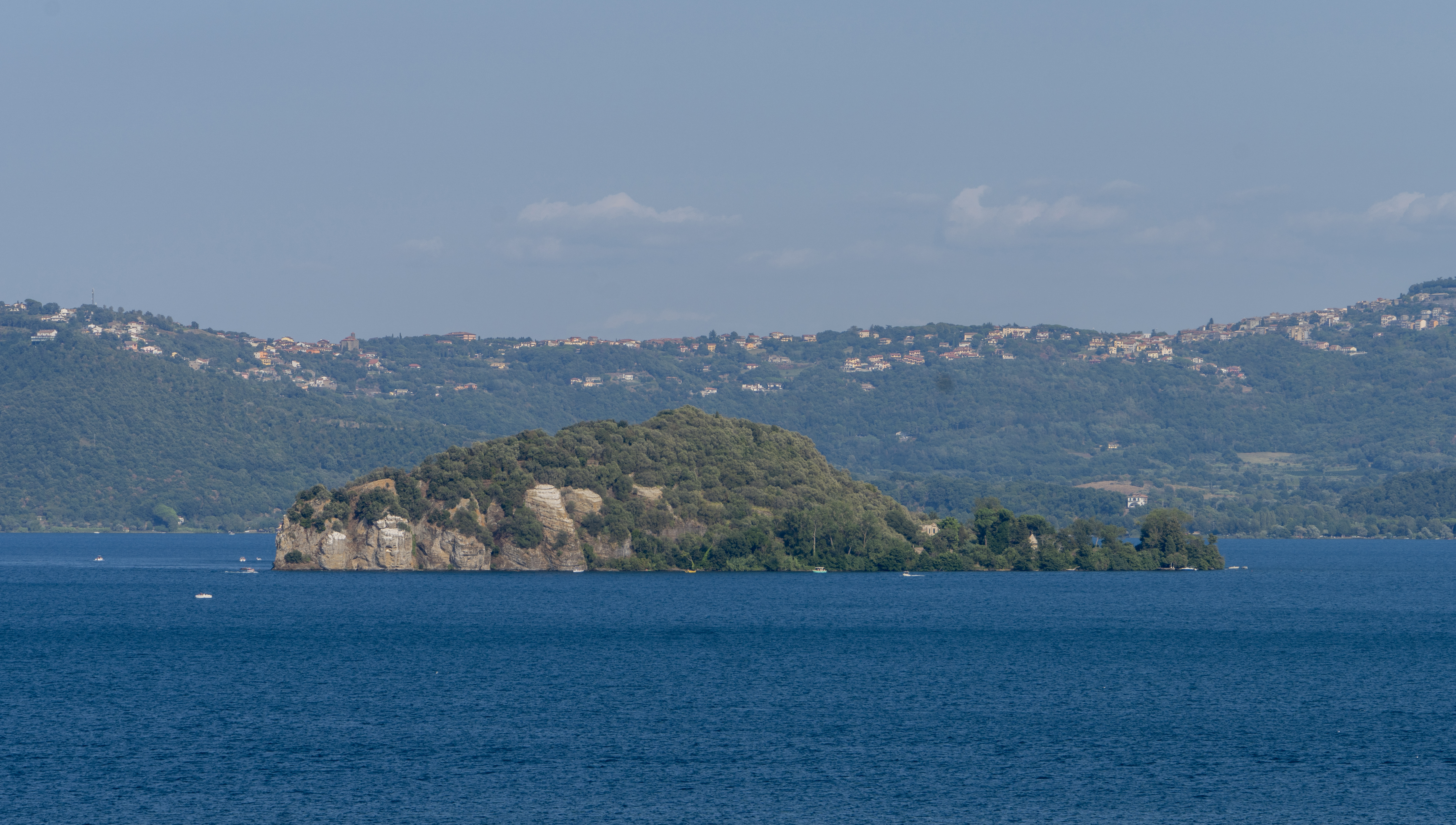
L'île où la reine Amalasonthe est exilée puis assassinée en 534.

Theudahat choisit de satisfaire aux exigences des Francs et leur envoie cinquante mille pièces d'or,,. Peu de temps après l'arrivée de l'or chez Thibert, Childebert envoie un message à son neveu pour lui demander de partager la somme entre eux deux. Outré par cet acte, Clotaire se venge en s'emparant de la totalité du trésor de feu leur frère Clodomir.
Au milieu de l'année 535, Justinien constitue une armée commandée par le général Bélisaire pour détrôner Theudahat et s'emparer de l'Italie,. En parallèle, il envoie une ambassade chargée de cadeaux en argent à Thibert et lui demande au nom de leur foi catholique commune de l'aider à lutter contre les Ostrogoths ariens. En retour, le roi lui promet son alliance dans le futur conflit,,. Peu après, Bélisaire débarque en Sicile et s'en empare facilement,,,,. Theudahat envoie alors une ambassade à Thibert. Il lui propose de lui offrir ainsi qu'à ses oncles la Provence et deux mille livres d'or, s'ils se joignent à lui pour combattre le général romain,,,.
Fin 536, Bélisaire s'empare de Naples et du sud de l'Italie,,,. Dégoûtés par l'absence de riposte de Theudahat, les principaux chefs ostrogoths se réunissent près de Rome et élisent un nouveau roi en la personne du général Vitigès. À cette annonce, Theudahat s'enfuit mais il est capturé près de Ravenne par des soldats qui l'égorgent,,,. Le roi Vitigès propose ensuite aux chefs goths de conclure avec les Francs l’accord que leur avait proposé l’année précédente Theudahat, c'est-à-dire la cession de la Provence et le versement de livres d’or contre leur soutien. Childebert, Thibert et Clotaire acceptent mais comme ils ne veulent pas rompre officiellement leur alliance avec l'empereur, ils envoient seulement un contingent de Burgondes pour aider les Ostrogoths,,,,,,,,. Thibert obtient la partie centrale de la Provence, Clotaire la partie nord et Childebert, la partie sud,,,. En 537, alors que la guerre fait rage en Italie, Thibert vient en personne prendre possession de ce nouveau territoire en se rendant à Arles où il organise des courses de chars dans l’amphithéâtre de la ville et y fait frapper une monnaie d'or à son nom,,,,,,. Les rois francs envoient ensuite une ambassade conduite par Mummol auprès de l'empereur Justinien pour se faire confirmer cette cession,,,. L'empereur la leur accorde mais demande en retour trois mille hommes pour aider Bélisaire. Thibert accepte mais trouve une excuse pour finalement ne jamais les envoyer.
Début 539, Thibert constate que la guerre en Italie a rendu exsangues les deux parties. Il décide donc d’en profiter pour piller l’Italie et tenter de s'emparer d’une partie de son territoire,,,. Il rassemble une armée de cent mille hommes qui franchit les Alpes puis le Pô à Pavie et commence ses exactions près de la cité,. Thibert met ensuite en déroute les troupes du chef ostrogoth Oraio puis celles du commandant romain Jean le Glouton. Thibert pille alors les campements des deux armées puis la ville de Gênes et enfin les campagnes de Ligurie et d’Émilie,,,,,. Mais, très vite, les Francs se retrouvent sans nourriture et souffrent de la dysenterie. Beaucoup d’entre eux meurent au bout de quelques jours,,,,,. Le général Bélisaire envoie alors une lettre à Thibert pour lui rappeler qu’il a fait alliance avec l’empereur et qu’il ne doit pas en conséquence porter les armes contre les Romains. Après la lecture de cette lettre et au vu de l’état de son armée, Thibert décide de rentrer chez lui,,,. Fin 539, la guerre d'Italie semble toucher à sa fin. Vitigès ne contrôle alors plus qu'une partie des cités du nord et est lui-même assiégé dans Ravenne par Bélisaire. Thibert lui envoie donc des ambassadeurs pour lui offrir son aide. Pour le contrer, Bélisaire dépêche lui aussi une ambassade. Au vu des récentes exactions des Francs en Italie, Vitigès préfère négocier avec Bélisaire et renvoie donc les ambassadeurs de Thibert. Il finit d'ailleurs par se rendre aux Romains au début de l'année 540 et est emmené à Constantinople par Bélisaire,.
Les Ostrogoths ne désarment pas pour autant et la guerre continue. Totila, leur nouveau roi, entame dès 541, une reconquête de l'Italie. Début 548, Thibert profite une nouvelle fois de l'épuisement des deux parties pour envoyer une puissante armée sur place. Celle-ci s’empare de nombreuses villes dans le nord du pays malgré la mort au combat du chef de l’expédition, le duc Lanthacaire,,,. Totila, trop occupé à combattre les Romains, ne cherche pas à reprendre les villes. Il envoie au contraire une ambassade à Thibert pour conclure un pacte de non-agression entre les deux nations. Le roi des Ostrogoths envoie même une ambassade auprès du Thibert pour lui demander la main de sa fille. Cependant, celui-ci la lui refuse, estimant que Totila n’est pas un bon roi. Il lui reproche notamment d’avoir causé la ruine de la ville de Rome.
Thibert meurt fin 548,, trente-sept ans après la mort de Clovis comme l'indique Grégoire de Tours. Il est tué par un bison au cours d'une partie de chasse selon le chroniqueur Agathias,. Les chroniqueurs Grégoire de Tours et Procope de Césarée, évoquent, eux, une longue maladie. Il laisse son royaume à son fils unique, le jeune Thibaut,,,, sous la régence de sa tante Thichilde, fille du roi Thierry.

## Mariages et descendance

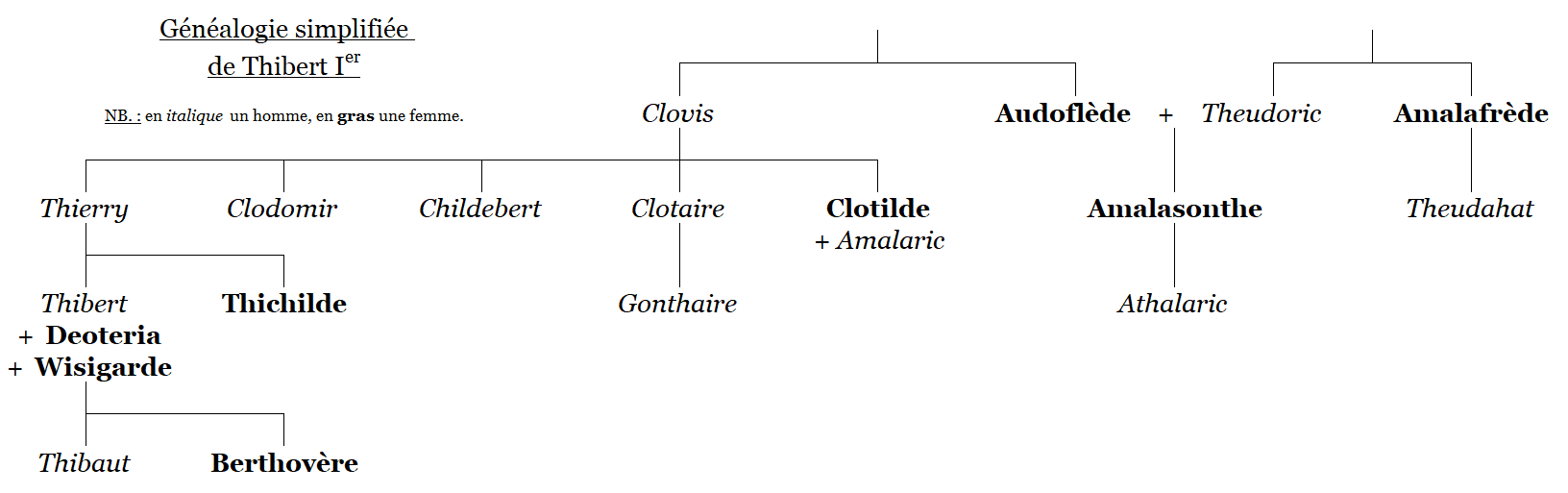
Généalogie simplifiée de Thibert.

Thibert (ou Théodebert) épouse en premières noces en 534 Deoteria (Deuteria en latin et signifiant « Secondaire »), une dame gallo-romaine résidant à Cabrières, près de Béziers,. Elle est peut-être parente avec l'évêque Deutère de Lodève présent au concile d'Auvergne de 535. Vers 535, celle-ci donne naissance à Thibaut (écrit en latin Theodobald ou Theodovald, issu du germanique Theutbald, et signifiant « Audacieux dans le peuple »,) qui succède à son père en 548 jusqu’à son décès en 555. Ayant répudié Deoteria, Thibert prend ensuite comme épouse la princesse lombarde, Wisigarde (du germanique Vesihard signifiant « Noble fort »,), fille du roi Wacho. Les fiançailles avaient eu lieu en 533, mais Thibert avait entretemps rencontré Deoteria, et il n'épouse Wisigarde qu'en début 540,,. Le mariage ne dure pas longtemps car en fin d'année, Wisigarde meurt. Le chroniqueur Grégoire de Tours parle ensuite d'un troisième mariage, mais il ne donne pas le nom de cette épouse.
Thibert a également d'une de ses trois épouses, plus vraisemblablement de Deoteria, une fille nommée Berthovère (écrit en latin Berthoarae issu du germanique Bertwehr et signifiant « Brillante dans l'armée »,), qui n'est citée que par le poète Venance Fortunat qui signale en 566 qu'elle a fait construire un baptistère à Mayence. Le jeune prince dont la tombe a été retrouvée à l'intérieur de la Cathédrale de Cologne à côté du tombeau de Wisigarde est, lui aussi, probable un fils du roi Thibert et de Deoteria.
La reine Deoteria a également une fille de son premier mariage avec un Gallo-Romain. Vers 539, la reine craignant que Thibert ne la délaisse pour sa propre fille, élimine sa potentielle rivale en la précipitant du haut d'un pont de la ville de Verdun.

## Appropriation de l'héritage culturel romain
L'acquisition de la Provence en 537 permet à Thibert (ou Théodebert) de s’approprier les prestiges de la romanité qui était encore bien préservée dans cette région. Il s'entoure en effet de conseillers gallo-romains cultivés et compétents : le premier du palais Servilion, l'administrateur Condat,, le rhéteur Astériol, l'ambassadeur Secondin et même son maître des offices l'ancien patrice Parthène,,,,, petit-fils de l'empereur Avit. Il envoie également des ambassades et correspond avec l'empereur romain Justinien, frappe sa propre monnaie et protège les églises. Il organise à Arles une course de chars dans l'amphithéâtre. La ville de Trèves, où il réside principalement, est également un foyer de romanité longtemps préservé dans le nord de la Gaule. Thibert lève même dans ses états l'ancien impôt foncier romain. Il se veut ainsi, le plus « romain » des souverains francs. Il est d'ailleurs le seul des mérovingiens à avoir épousé une gallo-romaine,. Au niveau international, c'est lui le correspondant avec les autres peuples barbares et avec Constantinople. Clotaire et Childebert sont ainsi « réduits à un rôle secondaire » selon le professeur Karl Ferdinand Werner.

## Monnayage
Thibert (ou Théodebert) est le premier roi germanique à faire frapper des pièces d'or à son nom à partir de 537,,,,. Il a alors compris que battre monnaie à son nom est un fondement indispensable de la souveraineté d'un état. Cependant, ses tiers de sous d'or continuent à conserver les canons des frappes romaines. Il ne modifie ni le poids, ni l'aloi des sous,.
En 1852, les numismates Étienne Cartier et Louis de La Saussaye indiquent que le monnayage de Thibert fut actif et étendu. L'effigie présente sur le droit des sous d'or est selon eux le même que celui de Justinien et la victoire présente sur le revers a la même forme que les sous impériaux. Pour eux, les initiales d'ateliers inscrits au revers sont « RE » pour Reims, « T » pour Toul, « M » pour Metz, « LVC » pour Lugdunum clavatum (Laon), « COLV » pour Colonia Vbiorum (Cologne) et « TRE » ou « TR » pour Trèves, « ANTOC » pour Antonacum (Andernach) et « BO » pour Bologne.
En septembre 1887, l'historien et numismate Maximin Deloche étudie l'ensemble des monnaies de Thibert Ier. Il pense qu'elles sont issues d’un unique atelier et sont l'œuvre d’un seul monnayeur. Il conclut qu’elles ont « un cachet tout romain ». Il y en a « même dont le style italien très accentué a été depuis longtemps signalé ». Elles sont selon lui « l'œuvre d'un artisan italien », que le roi « amena avec lui au retour de sa campagne victorieuse dans la péninsule et qu'il installa sans doute à Metz, résidence habituelle et centre d'action des souverains d'Austrasie ». En décembre de la même année, l'archéologue et numismate Charles Robert émet des doutes sur la « centralisation absolue » proposée par Deloche. Il indique que des revers de sous d'or portent le nom de Mayence et de Cologne. Il remarque également la multiplicité des orthographes du nom présent sur l'avers : Theodebertus, Tieodebertus, Thuodibertus, Thedebertus, Theudeuertus et Theodts. Maxime Deloche répond alors que la multiplicité orthographique ne veut rien dire car même chez Grégoire de Tours se trouvent trois orthographes : Theudebertus, Theodebertus et Theotbertus. Pour les sous de Mayence et Cologne, il souligne qu'il n'existe qu'un seul exemplaire de ces deux pièces.
En 1892, le numismate Maurice Prou s'interroge à son tour sur l'origine des monnaies d'or de Thibert. Il pense qu'elles sont liées à sa campagne italienne de 539, notamment à cause de la présence de la Victoire sur l'avers. Le style italien est si présent dans ces pièces que Prou pense qu'elles ont été frappées en Italie. Il indique également que le rattachement du « RE » à Reims ou du « T » à Toul reste très incertain. Il conclut que les lettres et monographies ne sont d'aucun secours pour déterminer le lieu d'origine des monnaies.

Monnaies de Thibert
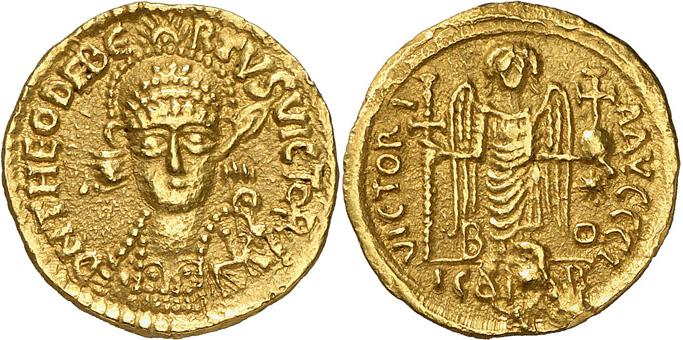
Sou d'or.
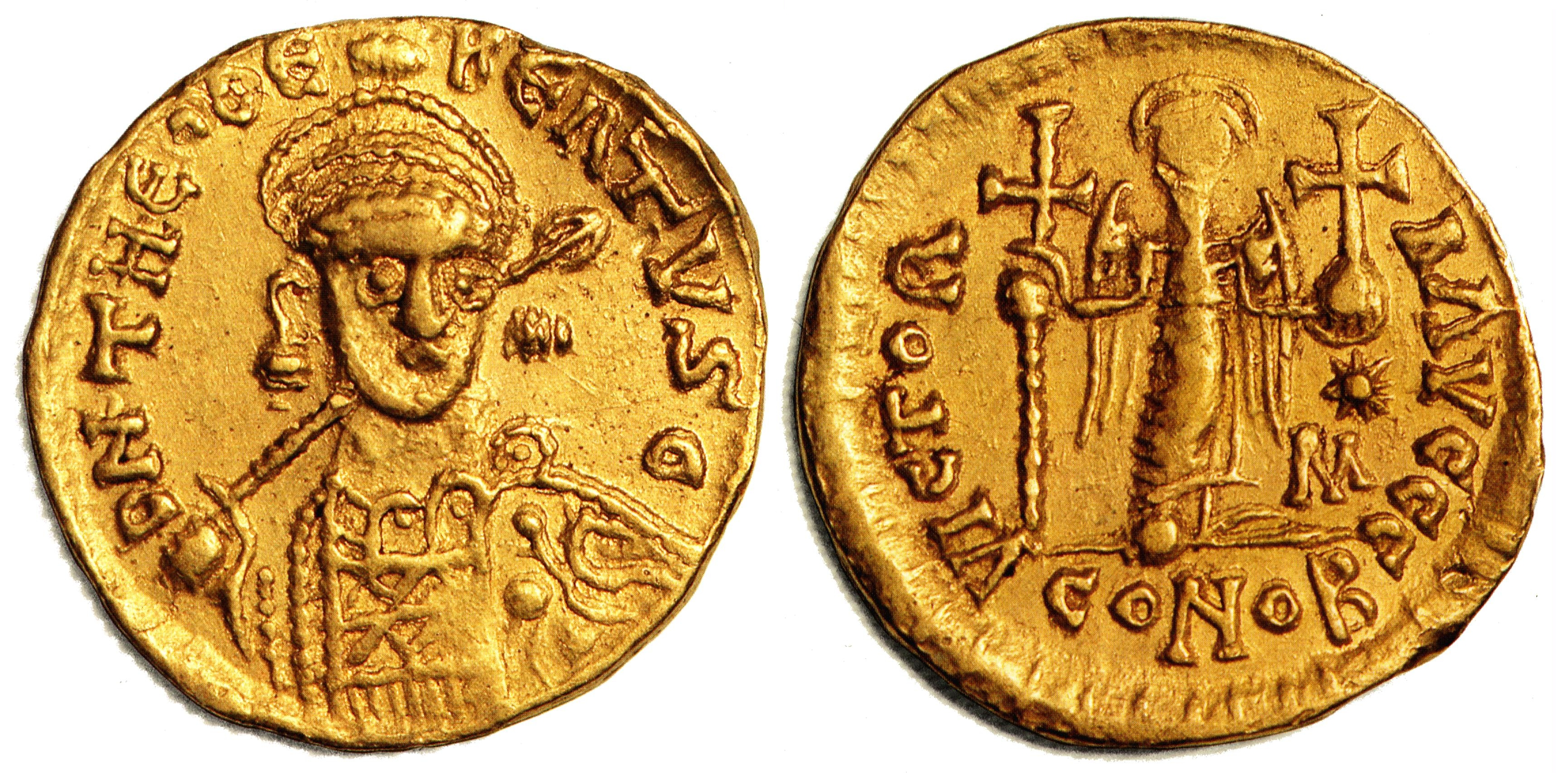
Sou d'or.
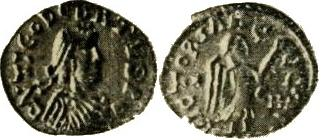
Sou d'or.
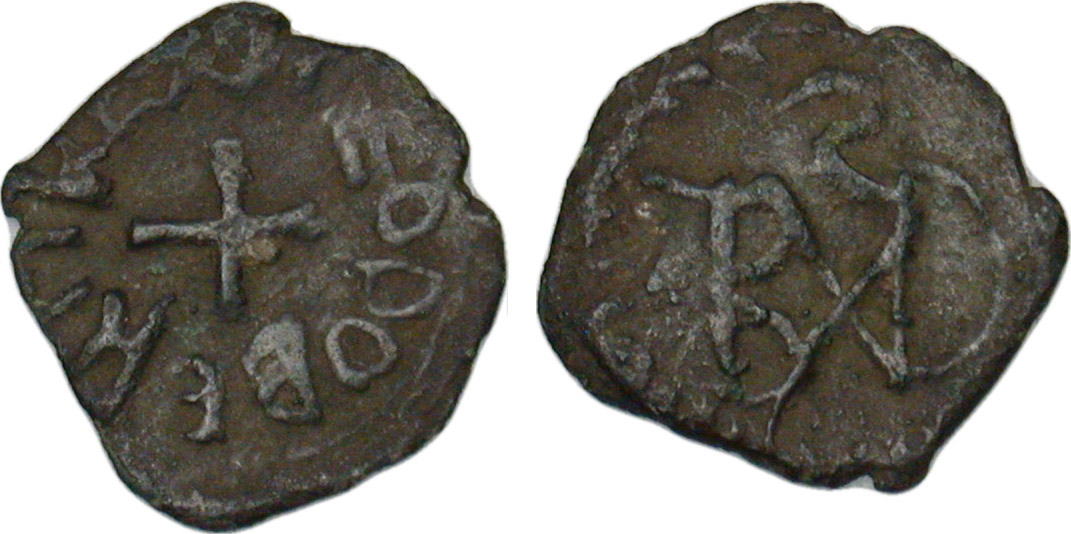
Monnaie de cuivre.

En 1994, dans sa présentation des fonds Bourgey relatifs aux Mérovingiens et royaumes barbares, le médiéviste Alan M. Stahl présente six monnaies de Thibert. Il s'agit d'un sou d'or avec buste et Victoire de face, deux tremis d'or avec buste et Victoire à droite, deux deniers d'argent frappés à Arles (qui serait la ville de l'atelier « AR ») avec buste à droite et croix dans une couronne triomphale et une pièce de cuivre avec croix et monogramme.

## Relation avec le clergé
Dès son accession au trône en fin 534, Thibert (ou Théodebert) lève les lois injustes que son père avait mises en place. Il a de bonnes relations avec les évêques, comble les églises de richesses et permet au clergé d'Auvergne de retrouver les biens qui lui avaient été enlevés lors d'une campagne punitive réalisée par Thierry au début de cette même année,. En novembre 535, Thibert autorise la tenue d'un concile des évêques de son royaume à la ville d'Auvergne. Ce n'est pas un concile national franc mais un concile des états de Thibert. Sous la présidence d'Honorat de Bourges, les quinze évêques présents y promulguent seize canons disciplinaires qui rappellent des dispositions antérieures,. Les évêques profitent d'ailleurs du concile pour rédiger une lettre au roi sur un problème civil. Ils veulent attirer l'attention de Thibert sur le mauvais comportement de certains de ses subordonnés qui se permettent par la force de subtiliser des propriétés. Les évêques demandent au roi de faire restituer ces domaines à leurs propriétaires légitimes. En mai 538, un autre concile tenu à Orléans réunit les évêques des royaumes de Thibert et Childebert,. Après 540, Thibert donne même à l'évêque Désiré de Verdun sept mille pièces d'or pour relancer le commerce dans sa ville,,,,. Le chroniqueur Grégoire de Tours indique également que Thibert visite les lieux saints du diocèse de Trèves pour y prier.